# Powiat Miyako (Fukuoka)
Powiat Miyako (jap. 京都郡 Miyako-gun) – powiat w Japonii, w prefekturze Fukuoka. W 2020 roku liczył 55 214 mieszkańców.

## Miejscowości
- Kanda
- Miyako

## Historia[2]

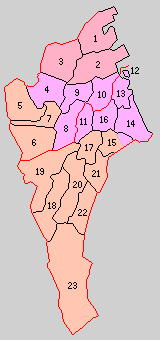
Powiat Miyako (1889 r.)

- Powiat został założony 1 listopada 1878 roku. Wraz z utworzeniem nowego systemu administracyjnego 1 kwietnia 1889 roku powiat Miyako został podzielony na 1 miejscowość i 9 wiosek[3].
- 1 kwietnia 1896 – powiat Miyako powiększył się o teren powiatu Nakatsu (13 wsi). (1 miejscowość, 22 wioski)
- 1 lutego 1905 – w wyniku połączenia wiosek Minamisaikawa, Nishisaigawa i Higashisaikawa powstała wioska Saigawa. (1 miejscowość, 20 wiosek)
- 1 sierpnia 1924 – wioska Kanda zdobyła status miejscowości. (2 miejscowości, 19 wiosek)
- 11 lutego 1943 – wioska Saigawa zdobyła status miejscowości. (3 miejscowości, 18 wiosek)
- 1 kwietnia 1943 – wioska Toyotsu powiększyła się o teren wsi Setsumaru. (3 miejscowości, 17 wiosek)
- 10 października 1954 – miejscowość Yukuhashi połączyła się z wioskami Minoshima, Imamoto, Nakatsu, Izumi, Imagawa, Hieda, 延永村 i Tsubaki zdobywając status miasta. (2 miejscowości, 9 wiosek)
- 1 stycznia 1955 – miejscowość Kanda połączyła się z wioskami Obase i Shirakawa. (2 miejscowości, 7 wiosek)
- 1 marca 1955: (4 miejscowości, 2 wioski)
  - część wioski Kaede (祓郷村) została włączona w teren miasta Yukuhashi.
  - wioska Toyotsu połączyła się z pozostałą częścią wsi Kaede i zdobyła tatus miasta.
  - w wyniku połączenia wiosek Isayama, Kubo i Kuroda powstała miejscowość Katsuyama.
- 30 września 1956 – wioski Shiroi i Irahara zostały włączone w teren miejscowości Saigawa. (4 miejscowości)
- 20 marca 2006 – w wyniku połączenia iejscowości Saigawa, Katsuyama i Toyotsu powstała miejscowość Miyako. (2 miejscowości)